# コンゲモーゼ文化
コンゲモーゼ文化（Kongemosekulturen）は、スカンジナビア南部の紀元前6000年から紀元前5200年（中石器時代）の狩猟採集民文化である。
マグレモーゼ文化に続き、エルテベレ文化に先行する。
北部では、en:Nøstvet and Lihult culturesに接していた。

## 古人骨のDNA
2015年にネイチャーに公表された研究では、モタラで発掘された起元前約6,000年～紀元前約5,700年の6体の狩猟採集民の人骨の古代DNA分析が含まれる。
調査した4人の男性のうち3人は,、Y染色体ハプログループI2a1またはそのさまざまなサブクレードに属しており、もう1人はI2cに属していた。
mtDNAに関しては、4人がU5aのサブクレードに属していたのに対し、2人はU2e1に属していた。